# Cintruénigo
Cintruénigo – gmina w Hiszpanii, w Nawarze, o powierzchni 37,34 km². W 2011 roku gmina liczyła 7811 mieszkańców.